# Úsobí
Úsobí là một chợ huyện thuộc huyện Havlíčkův Brod, vùng Vysočina, Cộng hòa Séc.